# Gustavo Rojas Pinilla
Gustavo Rojas Pinilla, né le 12 mars 1900 à Tunja (Boyacá) et mort le 17 janvier 1975 à Melgar (Tolima), est un général et homme politique colombien. Il met en place une dictature militaire à la suite du coup d'État du 14 juin 1953 et conserve le pouvoir jusqu'en 1957. C'est le seul dictateur militaire qu'ait connu la Colombie au XXe siècle.

## Biographie

### Jeunesse
Gustavo Rojas Pinilla est le cinquième des six enfants d'une famille de lignée conservatrice de Tunja. Il naît le 12 mars 1900, fils de Hermencia Pinilla Suárez, sa mère, et du colonel Julio Rojas Jiménez, alors participant à la guerre des Mille Jours. Il passe ses premières années dans le département de Boyacá, d'abord à Tunja, puis à Villa de Leyva, et enfin dans une propriété de campagne à Arcabuco.
Il fait ses premières études au collège des Sœurs de la Présentation à Tunja, puis ses études secondaires à l'École normale de garçons de la même ville. Entre 1916 et 1917, il complète ses études au collège de Boyacá avec une licence de sciences.

### Carrière militaire
Gustavo Rojas Pinilla commence sa carrière militaire à l'École des Cadets en 1920. En 1923, il est en garnison à Manizales et est promu lieutenant. En 1924, il demande à sortir de l'exercice actif pour pouvoir effectuer des études d'ingénierie civile au Tri-State College, en Indiana. Il obtient le titre d'ingénieur civil en 1927 et, dès lors, participe à la construction de routes et autres ouvrages publics dans le cadre de sa carrière militaire.
En 1932, il est réintégré dans le service actif afin de prendre part à la guerre contre le Pérou. L'année suivante, il est assigné au poste de commandant de la batterie côtière du port de Buenaventura et comme ingénieur militaire de cette région, dans le cadre de la défense nationale en cas d'une possible attaque péruvienne.
En 1936, Gustavo Rojas Pinilla devient ingénieur au département technique de la fabrique de munitions de l'armée. Il est alors envoyé en mission en Allemagne afin d'obtenir les machines nécessaires pour la création d'une usine de munitions à Bogota. À son retour en Colombie, il est nommé chef du département technique de la fabrique de munitions.
En 1943, il est envoyé aux États-Unis pour acheter des armes et divers équipements pour l'armée colombienne. Il devient directeur-adjoint de l'École supérieure de la guerre en 1944 et directeur de l'Aéronautique civile en 1945. Il présente alors son projet de création d'aéroports à travers le pays, Pistes d'atterrissage en Colombie. Ce projet lui permettra d'accéder au grade de colonel et sera à l'origine de l'aéroport international El Dorado de Bogota, ainsi que de plusieurs autres aéroports importants du pays.
Ayant été promu colonel, il est nommé en 1946 comme commandant de la Première Brigade de Tunja, puis en 1948 commandant de la Troisième Brigade de Cali. Il se fait alors remarquer en réussissant à pacifier la rébellion de cette région, conséquence de l'assassinat du candidat à l'élection présidentielle Jorge Eliécer Gaitán le 9 avril 1948. Gustavo Rojas Pinilla gagne la reconnaissance du président Mariano Ospina Pérez et des principaux dirigeants du Parti conservateur. Le 11 octobre 1949, il est promu général et est nommé au commandement de la Brigade des Instituts militaires le 18 octobre. Le 3 décembre 1949, il est nommé ministre des Postes et Télégraphes.
Le très controversé conservateur Laureano Gómez devient président en 1950, après une élection à laquelle les libéraux ont refusé de participer. Il nomme Rojas Pinilla chef d'état major de l'armée. Le 16 avril 1951 est créé le Commandement général des Forces militaires, avec Rojas Pinilla en tant que commandant suprême. Il ne conserve pas longtemps cette fonction, étant nommé le 1er juin délégué de la Colombie pour les Nations unies à Washington. À ce titre, il passe en revue le Bataillon Colombie créé selon les vœux du président et est envoyé pour appuyer la lutte contre le communisme durant la guerre de Corée. Le président désigné Roberto Urdaneta Arbeláez succède à Laureano Gómez le 5 novembre 1951, ce dernier ayant subi une crise cardiaque et souhaitant se retirer. En 1952, Urdaneta promeut Rojas au grade de major-général et il réintègre dès lors le Commandement général des Forces militaires. Le 23 mai 1953, Urdaneta promeut Rojas au grade de lieutenant-général.
Le 13 juin 1953, Laureano Gómez tente de reprendre ses fonctions mais le général Gustavo Rojas Pinilla se saisit du pouvoir alors que Gómez se sauve en Espagne.

### Coup d'État

#### Le contexte
Les circonstances ayant mené au coup d'État sont en partie liées à la personnalité de Laureano Gómez. Connu pour ses sympathies envers le nazisme et le fascisme, celui-ci dirige le Parti conservateur d'une main de fer depuis 1932. Élu président de la république en 1950 lors d'un scrutin polémique, il gouverne alors de manière très autoritaire et supprime toute opposition. Il est néanmoins tenu de s'éloigner du pouvoir pour raisons de santé et désigne Roberto Urdaneta Arbeláez comme président intérimaire, tout en continuant à donner des consignes de gouvernance. 
Parallèlement, l'assassinat de Jorge Eliécer Gaitán en 1948 marque le début d'une période d'extrême violence dans tout le pays, avec plus de 300 000 morts en cinq ans.
Roberto Urdaneta Arbeláez est beaucoup plus modéré que Gómez, et il gagne progressivement le respect des militaires, et en particulier de Rojas Pinilla, qu'Urdaneta rappelle en septembre 1952 afin de lui confier l'état-major des armées. Cette décision contrarie Gómez, qui cherche alors un moyen de l'éloigner.
Le 17 avril 1953, Rojas Pinilla déjoue une tentative de Gómez destinée à le séparer de l'armée. Ce dernier souhaite l'envoyer à Francfort comme représentant du gouvernement pour l'inauguration de la ligne Bogotá-Francfort. Informé des intentions de Gómez par ses subalternes, Rojas Pinilla décide de ne pas monter dans l'avion à la dernière minute. Cet épisode démontre la loyauté de l'armée envers le général Rojas, sans qui le coup d'État n'aurait pas été possible.
Le 22 mai 1953 se tient un banquet de gala à l'École militaire des Cadets, en l'honneur de Roberto Urdaneta et auquel assiste tout l'état-major de l'armée, lui démontrant ainsi son soutien.
Peu après, éclate une affaire concernant Felipe Echavarría Olózaga, un industriel détenu arbitrairement par l'armée puis torturé à la suite de l'accusation de participation à des actes terroristes. Gómez tente d'en imputer la responsabilité à Rojas, bien qu'il ne semble pas être à l'origine de cet événement.
Le 11 juin 1953, Urdaneta forme son dernier cabinet, avec Lucio Pabón Núñez (es) comme ministre de la Guerre.
Le 12 juin 1953, Rojas Pinilla part pour Melgar. Il a auparavant prévu un plan de communication en cas d'urgence et pris ses dispositions afin de prévenir toute manœuvre à son encontre. Laureano Gómez demande alors à Urdaneta de faire destituer le général Rojas à la suite de l'affaire le concernant, ce qu'il refuse de faire faute de jugement confirmant la culpabilité de Rojas.

#### La journée du 13 juin 1953
Tôt dans la matinée, Laureano Gómez ordonne à nouveau à Urdaneta de destituer Rojas. Celui-ci refuse. Gómez annonce alors qu'il reprend sa position de président, destitue Urdaneta et convoque un conseil des ministres extraordinaire. Quittant son lieu de convalescence, Gómez se rend au palais Nariño où se trouvent réunis les ministres. Lucio Pabón Núñez, ministre de la Guerre, refuse également de signer le décret de destitution du général Rojas Pinilla et se retire. Gómez nomme alors un nouveau ministre de la Guerre, Jorge Leyva, qu'il charge de rédiger et de signer un nouveau décret de destitution. Il nomme également le général Régulo Gaitán nouveau chef des armées. Dès dix heures du matin, la nouvelle de la disgrâce de Rojas circule parmi le personnel du palais présidentiel. Vers midi, la nouvelle est officiellement annoncée aux membres du gouvernement et à diverses personnalités présentes au palais. Le ministre de la Guerre Jorge Leyva décide de sortir passer des troupes en revue afin de se faire accepter comme nouvelle autorité de l'armée.
Vers deux heures de l'après-midi, le général Alfredo Duarte Blum prévient Rojas de la situation. Celui-ci prend l'avion de Melgar pour Bogotá. Il se rend à quatre heures au bataillon Caldas, commandé par le colonel Navas Pardo. Ce dernier est alors simultanément informé de la venue des nouveaux ministre de la Guerre et chef des armées pour passer les troupes en revue. Assuré à ce moment-là du soutien des libéraux mais aussi d'une partie des conservateurs et de l'armée, Rojas décide d'attendre leur arrivée. Ne se doutant de rien, le ministre Jorge Leyva et le général Régulo Gaitán, accompagnés des généraux Mariano Ospina Rodríguez et Gustavo Berrío Muñoz, ainsi que du colonel Billy Hollman, se rendent dans les bâtiments. Ils sont immédiatement arrêtés et Rojas transmet par radio l'information à toutes les garnisons qu'il est le nouveau commandant en chef.
Vers cinq heures, le général Carlos Turriago soumet pacifiquement le bataillon de la garde présidentielle. Rapidement informé, Rojas décide se rendre au palais Nariño, où il arrive à 18 h 30. Il fait appeler Urdaneta en urgence afin de lui proposer de reprendre la présidence. Celui-ci, alors grippé et alité avec une très forte fièvre, se déplace néanmoins pour discuter des différentes options possibles. Urdaneta s'obstine toutefois à considérer Laureano Gómez comme le président légitime et refuse de prendre sa place tant qu'il n'aura pas renoncé de lui-même à sa charge.
Laureano Gómez s'étant caché chez des amis, Rojas l'envoie chercher afin de le faire renoncer à la présidence. L'émissaire revient avec la réponse de Gómez qui aurait affirmé qu'« avant de signer son renoncement afin de laisser la place à Urdaneta, il préférait que Rojas prenne directement en charge le gouvernement », donnant ainsi de facto son approbation pour le coup d'État. Urdaneta rentre alors chez lui et Rojas règle ses préparatifs pour la prise du pouvoir.
À dix heures du soir, Rojas assume pleinement le pouvoir et prononce un discours radiodiffusé à travers le pays. Il y dira une phrase restée célèbre : « Assez de sang, assez de déprédations massives de la part de quelque parti politique ; paix, justice et liberté. » Le discours est alors relativement bien reçu par l'ensemble des Colombiens, dans le contexte tragique de la Violencia et dans l'attente de jours meilleurs.
L'ensemble de la journée s'est déroulée sans versement de sang et Rojas fait assurer le jour même la protection de Gómez et de ses proches contre toute pulsion extrémiste, afin de ne pas être accusé d'avoir permis l'assassinat de l'ancien président, ayant pour but de tenter de pacifier le pays. De fait soutenu par une part importante de la population mais aussi des politiques, l'ancien président de la République par intérim de 1943 à 1944 Darío Echandía préfèrera qualifier ce coup d'État de coup d'opinion.

#### Approbation de l'Assemblée
L'Assemblée nationale constituante (ANAC), initialement convoquée pour le 15 juin 1953 afin de discuter du projet de nouvelle constitution, décide de maintenir la tenue de la session deux jours après le coup d'État. Néanmoins, les discussions sur le projet de constitution sont abandonnées et il est jugé nécessaire de prendre position sur les récents événements. Le 18 juin, l'ANAC décrète que :
- La fonction de président de la République s'est trouvée vacante le 13 juin ;
- Le général Rojas Pinilla peut légitimement porter le titre et exercer la fonction de président de la République jusqu'au terme du mandat en cours, celui-ci prenant fin à la date du 7 août 1954[3].

Trois mois après sa prise de pouvoir, Rojas obtient la signature d'un armistice de la part des guérillas libérales, le 15 septembre 1953.

### Gouvernement

#### Idéologie du gouvernement Rojas Pinilla
Lorsque Gustavo Rojas Pinilla prend le pouvoir en 1953, il n'est guère préparé à l'assumer, et son programme politique se réduit à la régénération morale de la Colombie par la fondation d'un « État chrétien et bolivarien », bien que les contours précis de ce concept ne soient pas complètement clairs. Sur le plan religieux, Rojas Pinilla est partisan d'une alliance étroite entre l'Église catholique et l'État colombien. L'aspect bolivarien de l'idéologie de Rojas Pinilla, outre la volonté de s'appuyer sur des valeurs consensuelles comme le courage, le patriotisme, la loyauté et l'honnêteté, se traduit par une volonté de transcender les clivages partisans pour permettre la réconciliation nationale. C'est notamment dans cet esprit qu'il offre une large amnistie aux guérilleros libéraux, permettant ainsi la pacification de la majeure partie de l'est de la Colombie.
Sur le plan socioéconomique, Rojas Pinilla tente de se poser comme le défenseur des masses populaires contre l'oligarchie, à la façon de Gaitán. Ce positionnement se traduit par exemple par des augmentations d'impôts pour les plus riches, dont le produit était réinvesti au moins en partie dans des programmes d'assistance sociale, au travers du Secrétariat national d'assistance sociale nouvellement créé (SENDAS). Rojas Pinilla tenta de faire du mouvement social organisé le second pilier de son régime, avec les forces armées, comme Juan Perón en Argentine.

#### Première réélection
Au terme de son premier mandat légal, le 3 août 1954, Rojas réussit à être reconduit par l'ANAC jusqu'en 1958. L'Assemblée est à ce moment-là constituée de 90 délégués, dont 56 conservateurs.
Le 25 octobre 1954, l'Assemblée approuve le changement constitutionnel accordant le droit de vote aux femmes et qui sera utilisé effectivement trois ans plus tard lors du plébiscite approuvant le pacte de Benidorm.
Cherchant à se dégager de l'influence des deux grands partis du pays, Rojas initie la création d'une troisième force. Le 9 janvier 1955, son ministre porte-parole du gouvernement, Lucio Pabón Núñez, annonce la formation d'un nouveau parti, le Mouvement d'action populaire, destiné à soutenir les initiatives de Rojas.

#### Seconde réélection
En novembre 1956, Mariano Ospina Pérez renonce à la direction de l'ANAC. Il entend ainsi protester contre l'intention de Rojas de rajouter 25 nouveaux membres à l'assemblée afin d'assurer sa  réélection. Lucio Pabón Núñez en prend la direction et l'ANAC est convoquée pour le 22 mars de l'année suivante. Cependant, les membres de l'opposition libérale, emmenés par Guillermo León Valencia, choisi  comme candidat bipartiste à la présidence selon les termes du pacte de Benidorm, quittent les délibérations en signe de résistance contre le désir de réélection de Rojas. Il ne leur est donc pas permis de lire le manifeste bipartiste, signé par six anciens présidents, qui désignait Valencia comme chef du mouvement contre le gouvernement. Les membres de l'ANAC fidèles au gouvernement dissolvent alors la présente session de l'assemblée.
L'ANAC est reconvoquée le 11 avril 1957, mais avec une refonte complète du système d'élection, assurant ainsi une fidélité absolue au gouvernement et l'exclusion de fait de l'opposition. Une nouvelle session, tenue le 30 avril 1957, présente une motion afin de réélire Rojas pour quatre ans de plus au terme du mandat en cours le 7 août 1958.

#### Pacte bipartiste
Inquiétés par la montée du nouveau parti de Rojas, libéraux et conservateurs cherchent à s'allier. Les conservateurs sont alors toujours dirigés par Laureano Gómez, malgré son exil en Espagne, puis plus tard par Mariano Ospina Pérez, et les libéraux par Alberto Lleras Camargo. Ils s'affranchiront progressivement de leurs différences afin de constituer le Front national.
Le premier accord entre les deux partis est le pacte de Benidorm, signé en Espagne le 24 juillet 1956 par Lleras et Gómez. Il institue une trêve destinée à mettre fin à la guerre civile, tandis que chaque parti reconnaît, à travers ce pacte, ses responsabilités dans la décadence de la démocratie en Colombie.
Un deuxième pacte est signé le 20 mars 1957, où les deux partis affirment s'opposer fermement à la réélection de Rojas pour un nouveau mandat. Ce pacte est suivi du pacte de Sitges (es) (ville des environs de Barcelone), qui confirme le partage du pouvoir pour les deux partis en deux parts égales pour les seize prochaines années, avec alternance de la présidence.
Enfin, le pacte de San Carlos, en novembre 1957, vient régler les derniers détails avec Laureano Gómez, revenu de son exil espagnol un mois plus tôt.

#### Chute
Face à l'opposition des partis, de l'église, des étudiants, des syndicats, des banques et de l'industrie, qui créent ensemble un front commun dès le 6 mai, la volonté de l'assemblée de faire réélire Rojas ne peut être concrétisée.
Le 10 mai 1957, Rojas accepte de se retirer et de laisser la place à un gouvernement militaire de transition. La décision est annoncée à 9h30 à travers le pays sur les ondes de Radio Nacional de Colombia (es). Puis Rojas approuve les membres de la junte militaire et part le jour même en exil en Espagne où, ironiquement, Laureano Gómez était également parti en exil quatre ans plus tôt. La junte militaire prend officiellement le pouvoir le mois suivant et dissout l'Assemblée.

### Bilan du gouvernement Rojas Pinilla

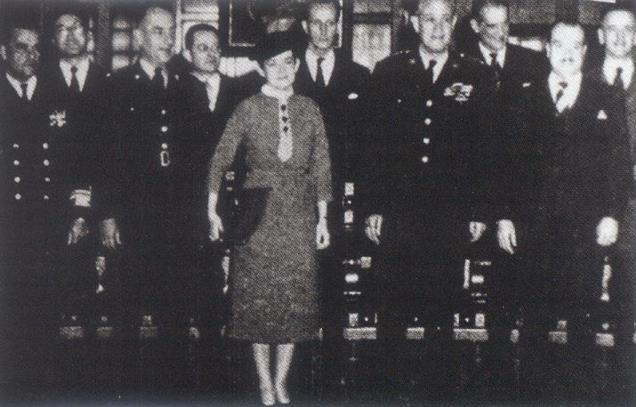
Cabinet de Rojas Pinilla en 1956. Au centre, Josefina Valencia Muñoz, ministre de l'Éducation et première femme à intégrer un gouvernement colombien.

#### Bilan économique
Gustavo Rojas Pinilla a créé deux banques publiques afin de faciliter les échanges internationaux, le Banco Ganadero et le Banco Cafetero, alors considérées par les banques privées comme une forme de concurrence déloyale. C'est également sous son régime qu'ont été reconnus les droits politiques des femmes, par la loi du 25 août 1954, qui leur accorde notamment le droit de vote. Sur le plan des infrastructures, il promeut la réalisation de grands travaux, dont de nombreuses constructions de routes, la construction du chemin de fer de l'Atlantique, de Bogota à Santa Marta (qui ne sera achevé qu'en 1961), l'aéroport El Dorado de Bogotá. En revanche, il n'entreprend aucune réforme structurelle ou agraire dans le pays. Ainsi, Gustavo Rojas Pinilla poursuit une politique économique de gauche étatiste et progressiste. Certains considèrent que sa politique est socialiste du fait du progrès social accompli durant sa présidence, mais d'autres le considèrent plutôt comme étant un national-populiste autoritaire comme Juan Perón en Argentine.

#### Pacification deLa Violencia
Pour ce qui est de résoudre le conflit armé qui sévit à l'intérieur du pays depuis 1948, La Violencia, Rojas Pinilla propose en 1953 une amnistie aux guérillas libérales, acceptée par la plupart d'entre elles, qui rendent alors les armes. Certaines guérillas, essentiellement communistes, refusent la reddition, mais cessent les hostilités et se replient, constituant de nouveau des zones d'autodéfense. Le Parti communiste prône la coexistence pacifique de ces zones d'autodéfense avec l'armée, mais cette paix relative est de courte durée et les affrontements entre ces guérillas communistes et les forces étatiques reprennent violemment dès 1954. Contrairement à sa politique de conciliation vis-à-vis des guérillas libérales, Rojas Pinilla adopte une politique intransigeante face aux guérillas communistes, déclarant même illégal pour la première et unique fois de l'histoire du pays le Parti communiste colombien. Outre les guérillas communistes qui refusent de déposer les armes, d'autres groupes armés politiques ou de bandits poursuivent leurs activités, et l'incapacité de Rojas Pinilla à résoudre définitivement le problème de La Violencia est l'un des facteurs qui lui font perdre le soutien des partis traditionnels (Parti conservateur colombien et Parti libéral colombien) et précipitent sa chute en 1957.

#### Censure et répression
La dictature de Rojas se caractérise par un affrontement continu avec la presse et le vote de nombreuses lois censées protéger les fonctionnaires contre l'injure et la calomnie. Le régime a également encouragé le développement d'une presse étatique ou subventionnée par l'État.
Rojas instaure une censure et ferme de nombreux journaux, parmi lesquels El Tiempo, El Espectador, El Diario Gráfico et El Siglo. Les deux premiers titres continueront de manière éphémère jusqu'en 1955 sous le nom de Intermedio et El Independiente. De nombreux titres reçoivent des amendes ou sont censurés avant parution.
Parallèlement, le régime de Rojas instaure un harcèlement des protestants. Une missionnaire américaine de 82 ans sera incarcérée sous le motif de prosélytisme communiste, entraînant les protestations des États-Unis.

##### Incidents avec les étudiants
L'harmonie entre le gouvernement et les dirigeants civils est rompue à l'occasion d'un incident à l'université nationale. Lors d'une marche commémorative pour la mort d'un étudiant, Gonzalo Bravo Páez, mort 25 ans auparavant, un autre étudiant, Uriel Gutiérrez, est tué le 8 juin 1954. Le jour suivant, les étudiants protestent au centre-ville de Bogota. Ils affrontent alors le bataillon Colombia, composé de vétérans de la guerre de Corée. Il y a 12 morts au terme de la journée du 9 juin et le gouvernement attribue ce mouvement comme étant le fait des communistes et de l'opposition lauréaniste, ce qui semble avéré. Rojas décide d'assumer dès lors ouvertement son rôle de dictature militaire.

##### Incident aux arènes de Santamaría
Le 29 janvier 1956, la fille de Rojas, María Eugenia Rojas Correa, et son époux, sont hués lors d'une corrida ayant lieu aux arènes de Santamaría, alors même que le leader de l'opposition libérale Alberto Lleras Camargo avait reçu une ovation quelques instants auparavant. Le public critique le geste du torero offrant le taureau à María Eugenia par la protestation suivante : « Il ne faut pas le lui offrir, elle va l'emmener à Melgar ».
Le dimanche suivant, le 5 février, ont lieu les représailles. Le gouvernement aurait acheté de nombreux billets pour ses agents afin qu'ils assistent à la corrida de ce jour-là et vengent l'honneur bafoué de María Eugenia. Les partisans de Lleras ou ceux qui négligèrent d'acclamer María Eugenia furent frappés, jetés par-dessus les gradins ou blessés à l'arme blanche. Il y eut de nombreux morts, bien que le nombre exact des victimes, blessés ou morts, n'ait jamais été clairement établi. La nouvelle fut censurée dans toute la presse colombienne. Cependant, l'agence United Press International put transmettre l'information à tous ses correspondants à travers le monde, à la suite de quoi son directeur en Colombie, Carlos J. Villar Borda, fut forcé à l'exil. El Diario de Colombia, journal officiel, qualifia les faits de « triviaux et banals ». Il y eut toutefois des protestations dans le journal El Catolicismo (es) et de la part du cardinal Crisanto Luque Sánchez.

### Jugement politique et exil
Après quinze mois de gouvernance par la Junte militaire, le Front national entre en vigueur le 7 août 1958. Le premier président du Front national, Alberto Lleras Camargo, lance alors une procédure de jugement du général Rojas Pinilla. À cette fin, Rojas revient de son exil le 11 octobre 1958 et dès le 16 octobre, il se présente devant le Sénat afin de répondre aux accusations qui pèsent contre lui. Ayant auparavant exigé d'être jugé par la cour suprême, par un tribunal exceptionnel ou par une cour martiale, il avait jusque-là refusé d'être interrogé.
À la suite de rumeurs de complot contre le gouvernement, ce dernier avait exigé l'arrestation de Rojas dès le 3 décembre 1957, déclaré l'ordre public perturbé et établi l'état de siège sur tout le territoire national. Le gouvernement avait affirmé qu'il existait un « plan subversif pour renverser l'autorité légitime », sous la direction personnelle du général Rojas Pinilla, et « en connexion avec les Forces armées, groupe d'anciens fonctionnaires de la dictature et d'éléments rebelles ».

### Retour à la vie politique
Le général Gustavo Rojas Pinilla fonde, en 1961, l'Alliance nationale populaire (ANAPO), un parti politique qui existe jusqu'en 1998. Le parti se présente aux différents scrutins de 1962, dont l'élection présidentielle du 6 avril, où il obtient la quatrième place derrière le Parti conservateur, le Parti libéral et Alfonso López Michelsen du Mouvement révolutionnaire libéral. Rojas et López obtiennent conjointement 38 % des votes, mais ceux-ci sont considérés comme nuls par les autorités électorales, pour non-respect du pacte bipartite et parce que la candidature de Rojas est considérée comme illégale.
De nouveau candidat lors de l'élection présidentielle de 1970, il bénéficie alors d'un large appui populaire, conduisant les autorités à truquer le scrutin pour permettre au conservateur Misael Pastrana d’être élu.

### Décès et postérité
Gustavo Rojas Pinilla meurt d'un infarctus du myocarde dans sa propriété de Melgar le 17 janvier 1975. Il a droit à une veillée funèbre au Capitole national et est enterré au cimetière central de Bogotá. Ses idées politiques se perpétuent par le biais de sa fille, María Eugenia Rojas Correa, qui deviendra sénatrice et sera candidate à la présidence en 1974.

### Hommages
- L'aéroport civil international situé dans la municipalité de San Andrés, dans l'archipel de San Andrés, Providencia et Santa Catalina, est nommé aéroport international Gustavo Rojas Pinilla.
- Tunja, le chef-lieu du département de Boyacá, abrite la Maison culturelle du président Gustavo Rojas Pinilla. Elle est située carrera 11 - calle 16.
- En 1974, Jairo Pinilla Téllez réalise le documentaire : Funerales de Gustavo Rojas Pinilla (Funérailles de Gustavo Rojas Pinilla).
- L'hymne local de Melgar - ville où est mort Gustavo Rojas Pinilla - dont les paroles et la musique sont de Reynaldo Murillo, lui dédie son neuvième couplet[17].